# Habitatge al carrer Victòria, 4 (Cervera)
Habitatge al carrer Victòria, 4 és una obra de Cervera (Segarra) protegida com a Bé Cultural d'Interès Local.

## Descripció
Edifici entre mitgeres, situat al carrer Victòria, al nord del municipi. L'immoble es desenvolupa amb planta baixa i tres nivells horitzontals. La planta baixa presenta una porta d'accés a l'habitatge amb una reixa que contribueix a la il·luminació exterior de l'escala, mentre l'altra porta està destinada a botiga. Aquest primer cos de l'edifici està arrebossat i emblanquinat, mentre la resta de l'edifici presenta un revestiment de morter imitant un aparell de carreus ben escairats. El primer pis presenta tres obertures de llinda plana, unides per una sola balconada, mentre les tres obertures simètriques del segon pis tenen un balcó cada una. L'últim cos de l'edifici està constituït per tres obertures menors, coincidents amb la zona de les golfes. Els murs laterals de l'edifici -visibles a la banda dreta per coincidir amb un pati obert -són de paredat comú. La coberta de l'edifici és de dos aiguavesos amb el carener paral·lel a la façana principal.